# Fetsund (przystanek kolejowy)
Fetsund – kolejowy przystanek osobowy w Fetsund, w regionie Akershus w Norwegii, jest oddalony od Oslo Sentralstasjon o 29,11 km a od Lillestrøm o 8,12 km. Jest położony na wysokości 107,4 m n.p.m.

## Ruch pasażerski
Leży na linii Kongsvingerbanen. Jest elementem kolei aglomeracyjnej w Oslo - w systemie SKM ma numer 460. Obsługuje Oslo Sentralstasjon, Årnes i Kongsvinger. Pociągi odjeżdżają co pół godziny w szczycie i co godzinę poza godzinami szczytu; część pociągów nie zatrzymuje się na wszystkich stacjach. 

## Obsługa pasażerów
Wiata, automat biletowy, parking na 100 miejsc, parking rowerowy, przystanek autobusowy, postój taksówek.